# Фрашки (Кохановский)
«Фрашки» (пол. Fraszki) — цикл небольших стихотворений главным образом иронического характера («фрашек») польского поэта Яна Кохановского, изданный в 1584 году в трёх книгах. Создавался начиная с 1574 года. Включает как полностью оригинальные произведения, так и созданные на основе стихотворений античных поэтов, французов и итальянцев XVI века.